# Gregorio Martínez Sierra
Gregorio Martínez Sierra (Madrid, 6 marzo 1881 – Madrid, 1º ottobre 1947) è stato uno scrittore, drammaturgo e impresario teatrale spagnolo dell'epoca del Modernismo.

## Biografia

### Il teatro
Da quando la moglie di Gregorio Martínez Sierra scrisse Gregorio y yo. Medio siglo de colaboración (Messico, 1953) si crede che gran parte delle opere di Martínez Sierra possano essere state scritte in collaborazione dai due, o esclusivamente da lei, la scrittrice María de la O Lejárraga con cui si sposò nel 1899, che si separò quando il marito iniziò una relazione con la prima attrice della sua compagnia Catalina Bárcena. Continuò però a collaborare con lui e, una volta morto, firmò i propri lavori con il cognome del marito María Martínez Sierra. María Lejárraga aveva una relazione creativa con il marito tanto intima e indefinibile come quella che esisteva tra i fratelli Quintero, ed è quasi impossibile delineare dove finisce Gregorio e dove inizia Maria.
Al caso complesso di questo matrimonio, contratto per convenienza (si sospetta infatti che entrambi fossero omosessuali) si devono alcune delle più importanti iniziative culturali del periodo che precede la guerra civile spagnola:
- La fondazione di molte importanti riviste letterarie, tra cui Vida Moderna, Helios e Renacimiento
- La traduzione ed importazione in Spagna del teatro simbolista di Maurice Maeterlink
- La creazione della Editorial Renacimiento, che tra il 1908 e il 1918 pubblicò le opere dei migliori scrittori spagnoli
- La creazione del Teatro del Arte, un'iniziativa molto ambiziosa sorta dalla conoscenza diretta di esperienze simili, come il Théâtre d'Art di Paul Fort, il Théâtre de l'Oeuvre di Lugné Poe o il Teatro de Arte di Moscú, diretto da Meyerhold e Constantin Stanislavski.

Coscienti della necessità di fare del teatro un'arte totale, i due radunarono intorno a sé una grande squadra formata non solo da drammaturghi, ma anche da compositori come Manuel de Falla, Conrado del Campo, Joaquín Turina, Pablo Luna e Ángel Barrios; un eccellente gruppo di scenografi, tra i quali alcuni provenienti dalla tradizione postromantica ed altri all'avanguardia e soprattutto la triade formata da Manuel Fontanals, Sigfrido Burmann e Rafael Barradas oltre a, naturalmente, una schiera di attori e attrici, tra i quali la già citata Catalina Bárcena.
Con tutti questi ingredienti, il programma ideato dai Martínez Sierra venne inaugurato il 22 settembre 1916 con la commedia El reino de Dios, alla quale seguirono opere classiche di Shakespeare e Molière e moderne come Casa de muñecas di Henrik Ibsen o Pigmalione di George Bernard Shaw, oltre ad opere di Pirandello.
Nel 1925 l'Esposizione Nazionale delle Arti Decorative in Francia concesse il Gran Premio all'edizione del libro Un Teatro de Arte en España, scritto dai Martínez Sierra, bibliografia in cui raccolsero articoli di Eduardo Marquina, Rafael Cansinos Assens, Tomás Borrás e Manuel Abril, e con i disegni di Rafael Barradas che vinse la medaglia "Grand Prix" per questo lavoro.

### Il cinema
Come altri scrittori della loro generazione, i Martínez Sierra furono tentati da Hollywood, dove portarono sullo schermo alcune loro produzioni teatrali come Yo,tú y ella, diretta da John Reinhardt e tratta da Mujer, e Canción de cuna, diretta da Mitchell Leisen, entrambe del 1933.

### Le opere letterarie
Come poeta e prosatore Gregorio Martínez Sierra si collocava nella corrente del modernismo; scrisse El poema del trabajo (Madrid, 1898), una collezione di poemi in prosa con un prologo di Jacinto Benavente; Diálogos fantásticos; Flores de escarcha e La casa de la primavera. Come narratori si devono ai Martínez Sierra i romanzi Pascua florida (1900), Sol de la tarde (1904), La humilde verdad (1905) e Tú eres la paz (1906).
Come traduttori, riscrissero in castigliano, oltre all'opera di Maurice Maeterlinck, molti degli scritti di William Shakespeare e delle opere drammatiche di Santiago Rusiñol.
Gregorio Martínez Sierra è considerato prima di tutto Un moderno uomo di teatro, tanto come autore che come regista, e un rinnovatore della scenografia. La sua opera drammatica si distingue per una certa finitura psicologica ed una delicatezza poetica che, a volte, giunge al limite del sentimentalismo, ma non lo sorpassa mai. La critica vede in lui anche una grande abilità nella creazione dei personaggi femminili. Si considerano tra le migliori opere il monologo Sólo para mujeres (1913); Canción de cuna (1911), portata al cinema da Mitchell Leisen e José Luis Garci; La sombra del padre (1909); Primavera en otoño (1911), Mamá (1913) y El reino de Dios (1916), dramma quest'ultimo nel quale, senza abbandonare il tono di introspezione psicologica e sentimentale che caratterizza tutta l'opera, cerca di dare significato sociale e rivoluzionario al tema della carità cristiana.